# Neocordyloporus arenaceus
Neocordyloporus arenaceus är en mångfotingart som först beskrevs av Carl Graf Attems 1937.  Neocordyloporus arenaceus ingår i släktet Neocordyloporus och familjen Chelodesmidae. Inga underarter finns listade i Catalogue of Life.